# Орлова Тетяна Миколаївна
Тетя́на Микола́ївна Орло́ва (1963, м. Хуст Закарпатської області) — українська органістка, заслужена артистка України. Солістка Білоцерківського будинку органної та камерної музики.

## Життєпис
Народилась 1963 року в місті Хуст, Закарпатська область. З 1967 року проживає в місті Біла Церква.
Навчалася в Білоцерківській загальноосвітній школі № 5 до 1979 року. У 1983-му закінчила Вінницьке музичне училище ім. М. Д. Леонтовича за спеціальністю фортепіано, а у 1990 — Київську музичну академію імені П. І. Чайковського за спеціальностями орган і фортепіано. З того ж року — органістка Будинку органної та камерної музики міста Біла Церква.
Тетяна Орлова також працює у протестантській церкві у Фастові та активно гастролює.

## Нагороди, відзнаки
За високу виконавську майстерність і концертну діяльність у 1994 році Тетяна Орлова стала лауреатом Білоцерківської міської молодіжної літературно-мистецької премії імені Миколи Вінграновського, а 2005 року — лауреатом Білоцерківської міської літературно-мистецької премії імені І. С. Нечуя-Левицького.
У 2007 році удостоєна звання заслуженої артистки України.